# Charakterystyka amplitudowa

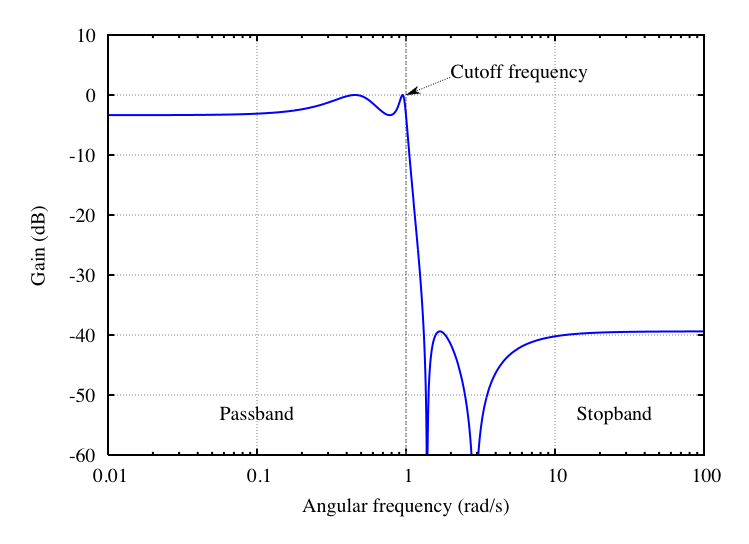
Przykładowa charakterystyka amplitudowa układu elektronicznego (tutaj: filtru Cauera)

Charakterystyka amplitudowa – wykres modułu zespolonej transmitancji widmowej układu LTI (np. wzmacniacza albo filtra) w funkcji częstotliwości lub pulsacji. 
Charakterystyka amplitudowa obrazuje, jak układ zmienia widmo amplitudowe sygnału, który przez niego przechodzi. Inaczej mówiąc, charakterystyka amplitudowa pokazuje jak układ wzmacnia lub tłumi określone składowe widmowe sygnału w zależności od ich częstotliwości. 
Oś częstotliwości (pozioma) wykresu charakterystyki amplitudowej może być wyskalowana w hercach lub radianach na sekundę, zarówno w sposób liniowy jak i logarytmiczny. Oś amplitudy (pionowa) jest niemianowana, lecz może być wyskalowana w decybelach.
Eksperymentalne wyznaczenie charakterystyki amplitudowej polega na podaniu na jego wejście sygnału sinusoidalnego o stałej amplitudzie i częstotliwości oraz dokonaniu pomiaru amplitudy sygnału obserwowanego na wyjściu układu. Iloraz amplitudy wyjściowej do wejściowej stanowi pionową współrzędną pojedynczego punktu wykresu, gdzie poziomą współrzędną jest częstotliwość sygnału. Precyzyjne wykreślenie charakterystyki wymaga wielokrotnego powtórzenia takiego pomiaru dla szerokiego przedziału częstotliwości i połączenie punktów linią ciągłą. Taką charakterystykę można również wyznaczyć automatycznie przy pomocy wobulatora i oscyloskopu.
Dla układów cyfrowych najprostszym sposobem wyznaczenia charakterystyki jest zarejestrowanie sygnału, którym układ odpowiada na impuls jednostkowy (dyskretny odpowiednik impulsu Diraca) podany na jego wejście oraz obliczenie transformaty Fouriera tej odpowiedzi.